# Abu Hamid al-Gharnati
Abu Hamid al-Gharnati (arabisch أبو حامد الغرناطي, DMG Abū Ḥāmid al-Ġarnaṭī, mit den weiteren Namen محمد بن عبد الرحمن بن سليمان المازري القيسي, Muḥammad b. ʿAbd ar-Raḥmān b. Sulaimān al-Māzirī al-Qaisī; geboren um 1080 bei Granada in al-Andalus; gestorben 1170 in Damaskus, Syrien) war ein arabischer Reisender, Geograph und Schriftsteller zahlreicher Berichte über Ost- und Mitteleuropa.
Von der Iberischen Halbinsel aus reiste er 1106 nach Ägypten und Syrien, und von Syrien 1123 weiter nach Bagdad, wo er von Ibn Hubaira, einem Wesir des Abbasiden-Kalifen al-Muqtafi, gefördert wurde. 1130 zog er weiter nach Persien, in den Kaukasus und nach Choresmien. Von 1131 bis 1150 lebte er bei muslimischen Turkvölkern an der Wolga in Nachbarschaft zu den Wolgabulgaren, ehe er von dort durch Südrussland nach Ungarn weiterreiste. Bis 1153 lebte er als Berater am Hof des ungarischen Königs Géza II. und kümmerte sich als Scheich al-Islam um die Muslime in Ungarn. Mit einer ungarischen Muslimin zeugte er einen Sohn, den er bei seiner Mission, für den ungarischen König türkische Soldaten unter den Kumanen Südrusslands anzuwerben, zurückließ. Über Kiew gelangte er 1154 wieder nach Bagdad, von dort 1161 nach Mosul, wo er seinen Reisebericht Tuhfat al-albab („Geschenk der Herzen“) verfasste. 1165 ließ er sich in Aleppo nieder, ehe er 1169 nach Damaskus umzog, wo er 1170 verstarb.